# Estey
Pour l’article homonyme, voir Estey (homonymie).
Pour le constructeur d'instruments de musique, voir Estey (entreprise)
Un estey (du gascon estèir, ruisseau)  est au chenal ce que le ruisseau est à la rivière. Cette appellation employée dans les Landes de Gascogne et dans l'Entre-deux-Mers désigne une partie d'un cours d'eau qui, soumis au régime des marées, se trouve à sec à marée basse. On trouve des esteys dans le bassin d'Arcachon, ou encore le long de la Gironde, de la Garonne et de la Dordogne, tant que l'onde de marée se fait sentir.  

## Sources
- Charles Daney, Dictionnaire de la Lande française, Éditions Loubatières, Portet sur Garonne, 1992